# Tafí del Valle

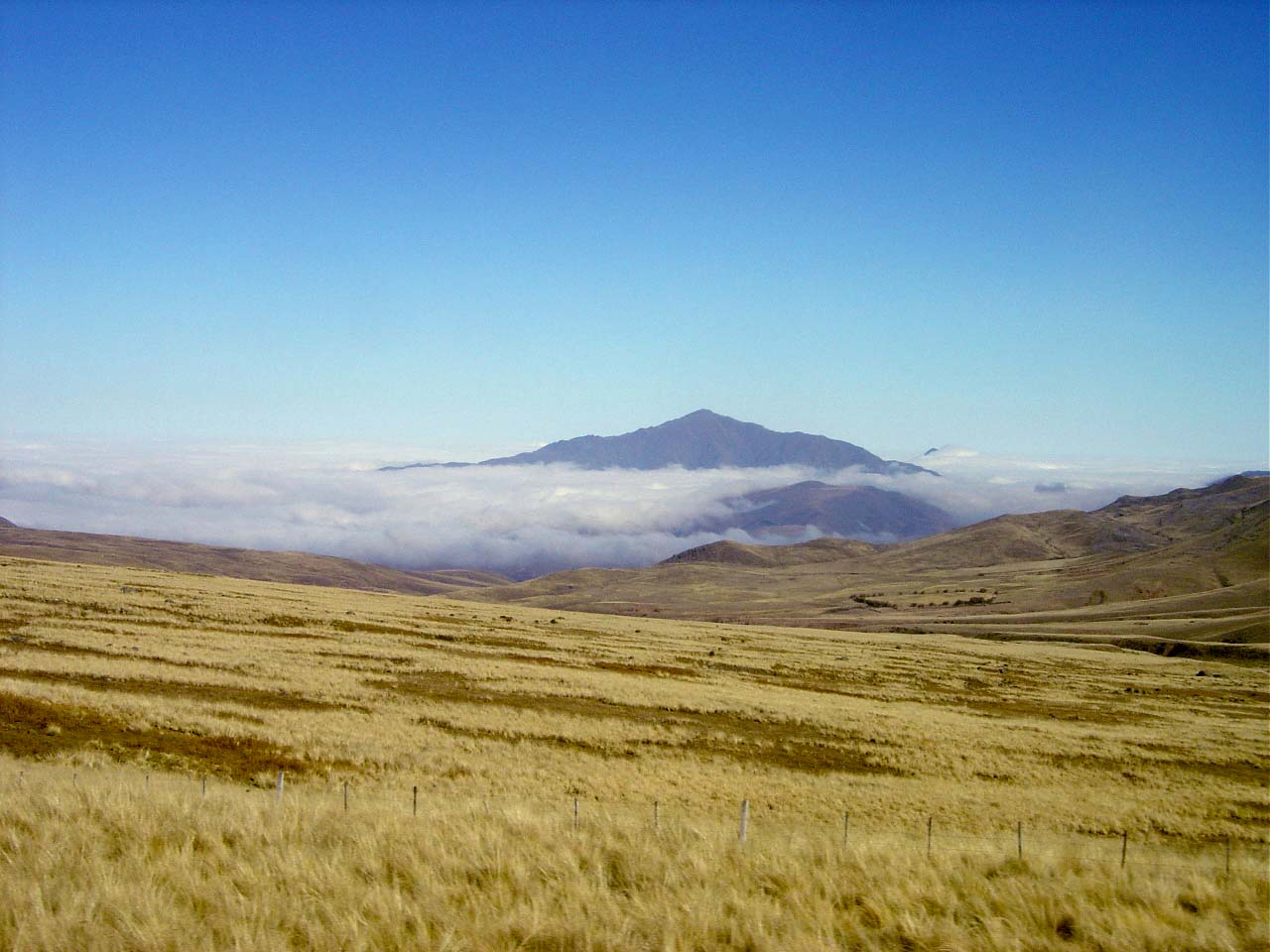
Tafí del Valle (Tucumán): Vista desde El Infiernillo.

Tafí del Valle es una localidad que se encuentra ubicada en el departamento homónimo, del cual es cabecera, en el oeste de la Provincia de Tucumán, a 126 km de la capital provincial, San Miguel de Tucumán.

## Geografía
La ciudad de Tafí del Valle se ubica prácticamente en el centro del bellísimo Valle de Tafí, que separa las elevadas cordilleras de la Sierra del Aconquija al sur y las Cumbres Calchaquíes al norte. Este mismo valle es el importante paso que conecta los Valles Calchaquíes al oeste, con la gran Llanura Chacopampeana al este.
Se comunica con la ciudad de San Miguel de Tucumán por las RN 38 y Provincial 307.

### Sismicidad
La sismicidad del área de Tucumán ( norte de Argentina) es frecuente y de intensidad baja, y un silencio sísmico de terremotos medios a graves cada 30 años.
- Sismo de 1861: aunque dicha actividad geológica catastrófica, ocurre desde épocas prehistóricas, el terremoto del 20 de marzo de 1861 (164 años) con 12.000 muertes,[2] señaló un hito importante dentro de la historia de eventos sísmicos argentinos ya que fue el más fuerte registrado y documentado en el país. A partir del mismo la política de los sucesivos gobiernos del norte y de Cuyo han ido extremando cuidados y restringiendo los códigos de construcción.[1] Y con el terremoto de San Juan de 1944 del 15 de enero de 1944 (81 años) los gobiernos tomaron estado de la enorme gravedad crónica de sismos de la región.

- Sismo de 1931: de 6,3 de intensidad, el cual destruyó parte de sus edificaciones y abrió numerosas grietas en la zona[2][1]

### Clima y ecológica
Debido a la altitud, el clima predominante es el templado y algo húmedo -con nevadas invernales-, el sector oriental del valle, precisamente en donde se encuentra la ciudad de Tafí del Valle, es húmedo con un bioma de pradera en la que predominan los céspedes, gramíneas y se dan bosquecillos de coníferas, caducifolias y molles. Hacia el oeste la humedad va disminuyendo lo que da lugar a la presencia esporádica de cactáceas como los cardones. El contraste es netamente espectacular en el punto llamado Abra del Infiernillo, allí se observan inmediatamente al oeste los semidesiertos y desiertos y al este las sempervirentes praderas, bosques, selvas cubiertas por abundantes nubes.
En la ciudad de Tafí del Valle las temperaturas máximas promedio de verano (en enero) son de 26 °C, las temperaturas máximas promedio invernales (en julio) son de 16 °C, siendo frecuentes durante el invierno las temperaturas de hasta -17 °C.
Organización social

## Toponimia
Taktikllakta (idioma cacán: "Pueblo de la espléndida entrada") parece haber sido el nombre inicial del poblado y el valle que domina, simplificado por los españoles como Tafí (téngase en cuenta que en Tucumán existe otra importante ciudad con el nombre Tafí: Tafí Viejo).

## Historia

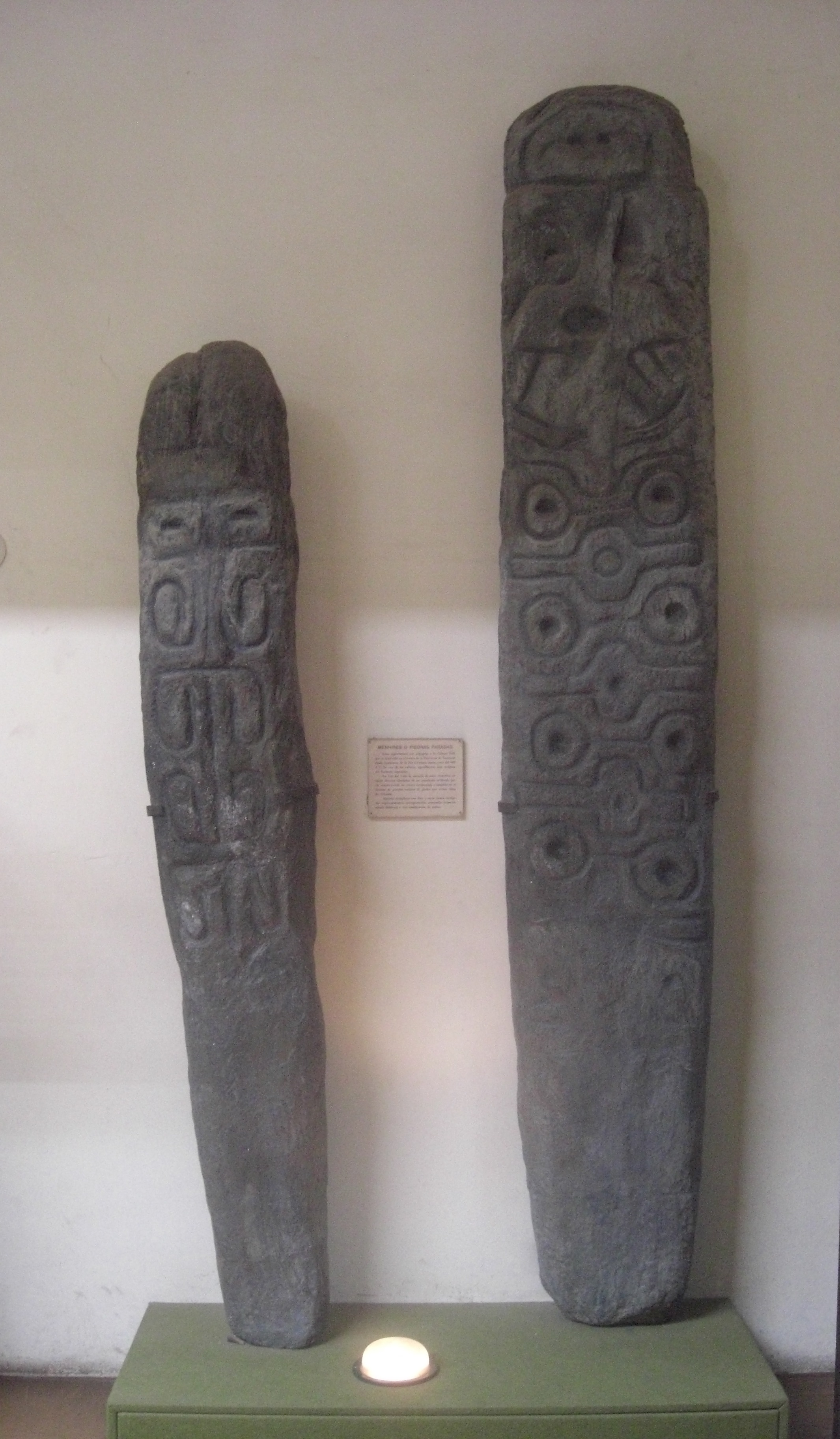
Menhir. Cultura Tafí. Museo de La Plata.

El poblamiento originario permanente en este lugar es de casi 3 milenios, al menos desde los años 850 a. C. y hasta 800 d. C. se desarrolló la cultura Tafí en el piedemonte de la selva oriental, en la provincia de Tucumán.
La sociedad se componía de grupos familiares que habitaban aldeas de hasta una decena de recintos circulares. 
A mediados del siglo XVI inician su presencia los españoles, pero la presencia española sobre el valle no pudo consolidarse inmediatamente ante la resistencia ofrecida por los diaguitas, en especial la ofrecida por la parcialidad de los calchaquíes.
En 1636 el valle es ofrecido como Merced Real a la familia española de los Leguizamo y Guevara que fundan una estancia. Tal estancia es comprada por los jesuitas que ya se habían establecido en la zona en 1617. Débese a los jesuitas el inicio de los lacticinios y en especial la producción de excelentes quesos en este valle.

## Economía
El clima de la región ha favorecido la ganadería con auquenidos, y desde el ingreso de los españoles en el siglo XVI se le incorporaron bovinos, equinos, ovinos, y -en menor grado- caprinos; así como el cultivo de cereales como el trigo y vegetales como la lechuga. Se producen excelentes quesillos y quesos, por ejemplo el queso de Tafí. Desde la segunda mitad de siglo XX se ha ido desarrollando el turismo.

## Turismo

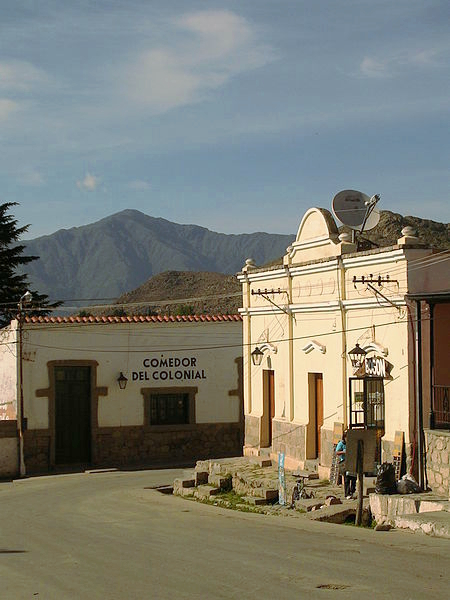
Tafí del Valle.

A partir del 2003, se comenzó a incluir esta zona turística entre los paquetes internacionales dentro de lo que comprende el circuito del NOA.
Saliendo desde la ciudad de San Miguel de Tucumán, hacia Tafí, la RP 307 el viajero penetra en la selva tucumana, y se interna en la reserva natural quebrada de los Sosa. La ruta pasa por tres parajes destacados: "El Indio", "La Heladera", y "El Fin del Mundo".
En la entrada oriental del Valle de Tafí, se puede encontrar la localidad de El Mollar, que ofrece una completa infraestructura turística complementando a la de la ciudad de Tafí del Valle.
Uno de los principales atractivos de la zona turística de Tafí son sus menhires (del celta men: 'piedra', hir: 'larga'). Se trata de monolitos hitifálicos, tallados por los indígenas locales de la cultura Tafí. En un principio, se encontraban esparcidos por todo el valle pero, durante el gobierno de facto de Antonio Domingo Bussi, con impericia científica se los reunió a todos en el Parque de los Menhires cercano a la localidad de El Mollar, con la excusa de preservar su integridad y evitar daños ocasionados por parte de los turistas que los visitan. En dichos menhires podemos encontrar diferentes grabados.

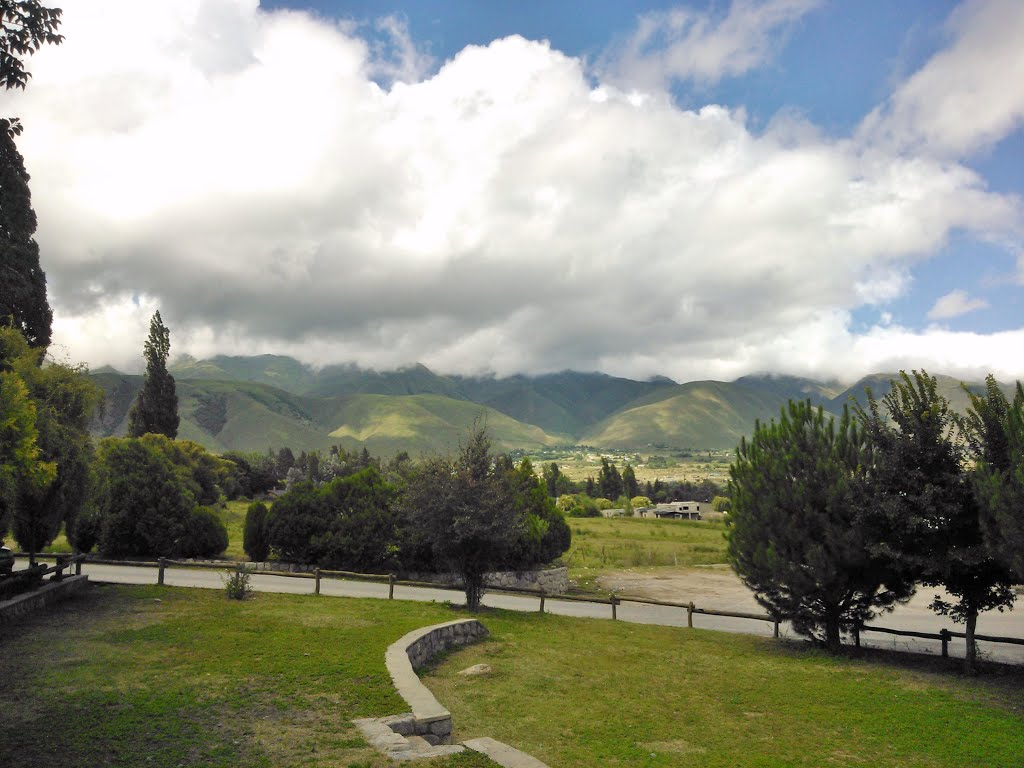
Tafi Del Valle vista hacia el cerro de la Ciénaga

Casi inmediatamente a El Mollar, y continuando hacia Tafí del Valle, se encuentra el lago de la Angostura que además del paisaje entre altas montañas frecuentemente nevadas, ofrece el atractivo de la pesca y los deportes náuticos. Del mencionado lago sale el correntoso y límpido río Los Sosa, que discurre hacia el naciente por cañones formando saltos.
A menos de 1 km del centro de Tafí del Valle se encuentra el Conjunto Jesuítico de La Banda (construido a inicios del siglo XVIII), y el cerro Ñuñorco Grande.
En el km 58 de la Ruta Provincial 307, a 2 km de Tafí del Valle, se encuentra el Museo Casa Duende, dedicado a las creencias, mitos y tradiciones de la región.
Tafí ofrece una gran variedad de actividades tales como cabalgatas, recorridos en vehículos 4x4, trekking, windsurf, parapente  y visitas a sus iglesias y estancias.

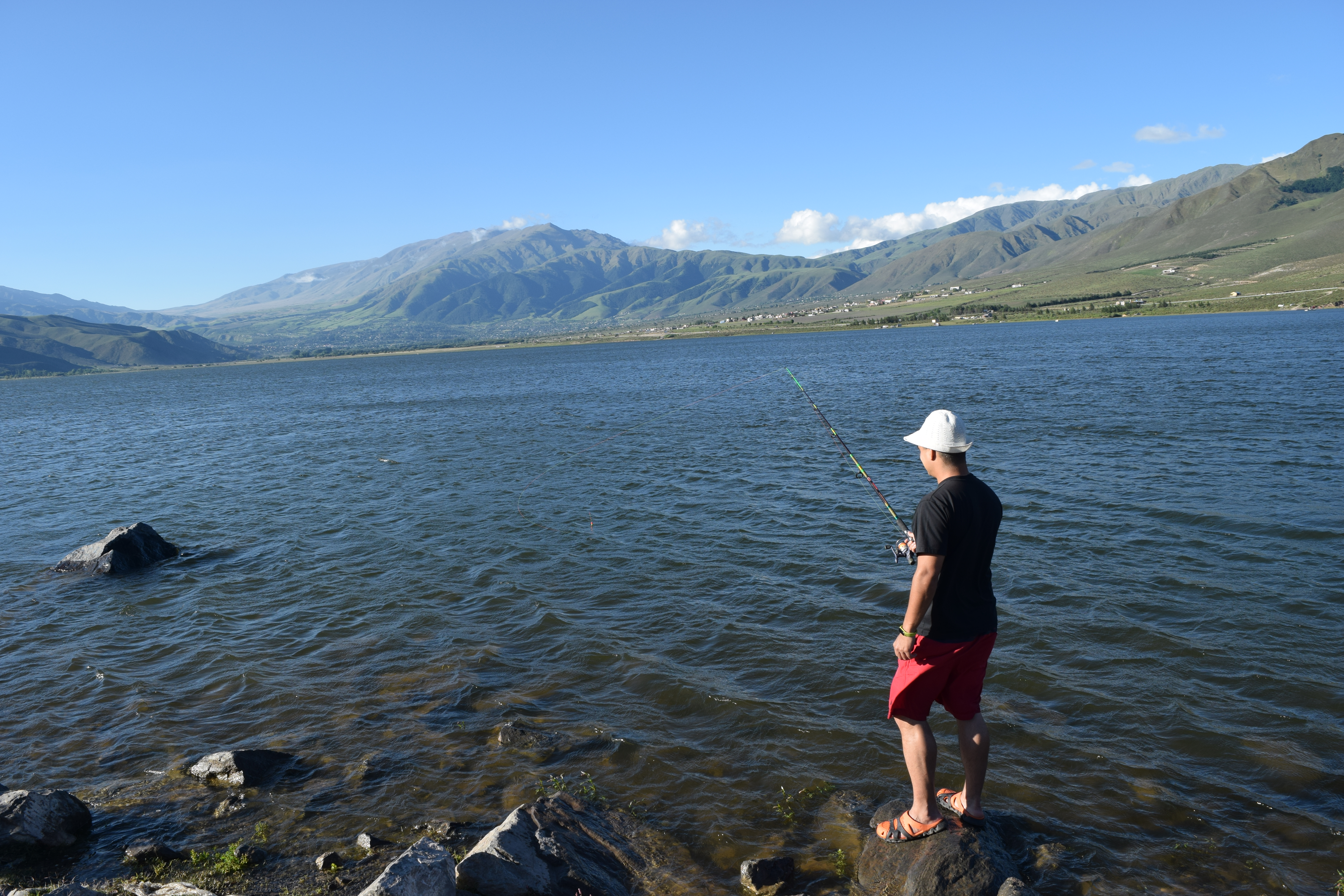
Lago La Angostura, Tafí del Valle, Tucumán, Argentina

Anualmente se realiza para Semana Santa una representación de la "Pasión de Cristo" con actores locales y que año a año congrega a una mayor cantidad de espectadores.
En Tafí del Valle cada verano se celebra un torneo del deporte nacional argentino, el pato  con la concurrencia de deportistas de toda la Argentina.
Otro evento es el Festival Nacional del Queso que se realiza cada febrero.
Continuando al norte, se puede apreciar una vista panorámica de todo el valle, y seguir la ruta que conduce a Amaicha del Valle, las ruinas de Quilmes, El Pichao, Colalao del Valle y Cafayate (esta última en la provincia de Salta y célebre por sus excelentes vinos).

## Población
Cuenta con 3,403 habitantes (Indec, 2010), lo que representa un incremento del 3% frente a los 3,300 habitantes (Indec, 2001) del censo anterior.
| Gráfica de evolución demográfica de Tafí del Valle entre 1991 y 2010 |
|                                                                      |
| Fuentes: INDEC                                                       |

## Gastronomía
Son de excelente calidad los quesos Tafí producidos desde el siglo XVII, junto a estos quesos también se destacan los quesillos y gran variedad de preparaciones de estos lácteos derivadas ( por ejemplo los sencillos aunque exquisitos postres de quesillo y miel o de queso y dulce de cayote ) acompañados con kiwis y/o uvas; también se pueden degustar muy buenos asados de vaca,llama y chivito, y especialmente, las truchas asadas y aderezadas con limón procedentes del cercano Lago El Mollar, todas estas preparaciones se pueden acompañar con muy buenos vinos como el blanco torrontés típico de los inmediatos Valles Calchaquíes, chicha o las cervezas artesanales elaboradas en el mismo Valle.